# J. Hans D. Jensen
Johannes Hans Daniel Jensen (n. 25 iunie 1907, Hamburg, Imperiul German – d. 11 februarie 1973, Heidelberg, RFG) a fost un fizician german, laureat al Premiului Nobel pentru Fizică în 1963.